# Deslizamiento de Frank
 El deslizamiento de Frank fue un enorme desprendimiento de rocas que enterró parte de la ciudad minera de Frank, en los Territorios del Noroeste de Canadá, a las 4:10 de la mañana del 29 de abril de 1903. Alrededor de 110 millones de toneladas de roca caliza se deslizaron por la Montaña de la Tortuga. Los testigos informaron de que en 100 segundos la roca alcanzó las colinas opuestas, arrasando el borde oriental de Frank, la línea del ferrocarril del Pacífico Canadiense y la mina de carbón. Fue uno de los mayores deslizamientos de tierra de la historia del Canadá y sigue siendo el más mortífero, ya que murieron entre 70 y 90 habitantes de la ciudad, la mayoría de los cuales siguen enterrados entre los escombros. Múltiples factores condujeron al deslizamiento: La conformación de la Montaña de la Tortuga la dejó en un constante estado de inestabilidad. Las operaciones de minería de carbón puedieron haber debilitado la estructura interna de la montaña, al igual que un invierno húmedo y una ola de frío en la noche del desastre. 
El ferrocarril fue reparado en tres semanas y la mina fue reabierta rápidamente. La sección de la ciudad más cercana a la montaña fue reubicada en 1911 en medio de temores de que se produjese otro deslizamiento. La ciudad casi duplicó su población de antes del deslizamiento en 1906, pero disminuyó después de que la mina cerró permanentemente en 1917. La comunidad forma parte ahora del municipio de Crowsnest Pass, en la provincia de Alberta, y tiene una población de unos 200 habitantes. El lugar del desastre, que permanece casi inalterado desde el deslizamiento, es ahora un popular destino turístico. Ha sido designado Sitio Histórico Provincial de Alberta y alberga un centro de interpretación que recibe más de 100.000 visitantes anualmente. 

## Antecedentes
El pueblo de Frank fue fundado en la zona suroeste del Distrito de Alberta, una subdivisión de los Territorios del Noroeste en 1901. Se eligió un lugar cerca de la base de la Montaña de la Tortuga en el puerto de Crowsnest, donde se había descubierto carbón un año antes. Fue nombrada en honor a Henry Frank quien, junto con Samuel Gebo, era dueño de la Canadian-American Coal and Coke Company, que operaba la mina para la que se creó el pueblo. La pareja celebró la fundación del pueblo el 10 de septiembre de 1901, con una inauguración de gala que incluyó discursos de los líderes territoriales, eventos deportivos, una cena y visitas a la mina y la planificación del trazado de la comunidad. El Ferrocarril del Pacífico Canadiense (CPR) organizó trenes especiales que llevaron a más de 1.400 personas de las comunidades vecinas para celebrar el evento. En abril de 1903, la población permanente había alcanzado los 600 habitantes, y el pueblo contaba con una escuela de dos plantas y cuatro hoteles.
La Montaña de la Tortuga se encuentra inmediatamente al sur de Frank. Consiste en una antigua capa de piedra caliza plegada sobre materiales más blandos como el esquisto y la arenisca. La erosión había dejado a la montaña con un pronunciado saliente de su capa de caliza. Durante mucho tiempo había sido inestable; los pueblos Pies Negros y Kutenai la llamaron "la montaña que se mueve" y nunca acamparon en sus proximidades.  En las semanas previas al desastre, los mineros ocasionalmente sintieron ruidos desde el interior de la montaña, mientras que la presión creada por el desplazamiento de la roca a veces había causado que las maderas que sostenían los pozos de la mina se agrietaran y astillaran.

## Deslizamiento de rocas

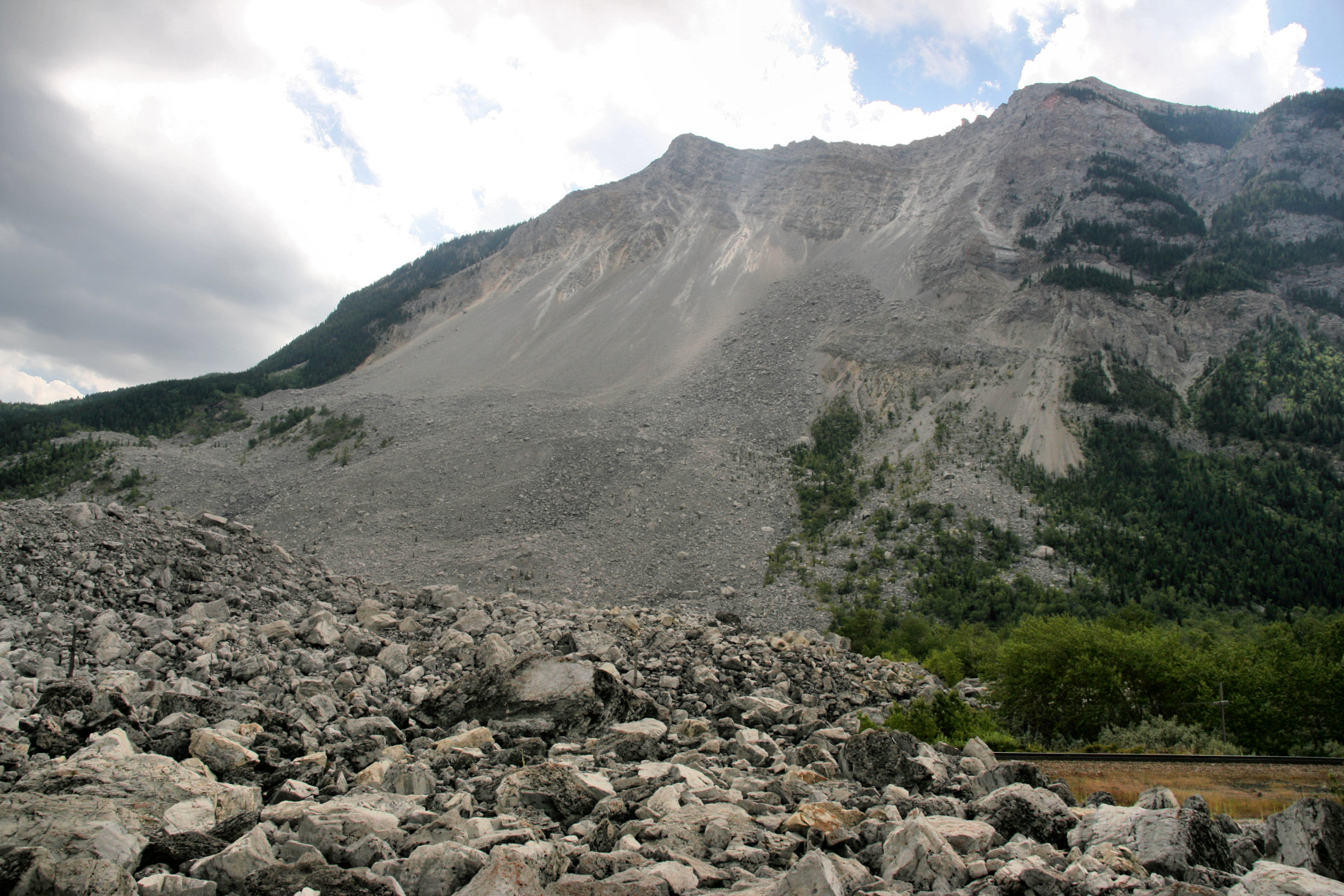
Área del deslizamiento de Frank en 2007

En las primeras horas de la mañana del 29 de abril de 1903, un tren de carga salió de la mina y se dirigía lentamente hacia la ciudad cuando la tripulación escuchó un estruendo ensordecedor detrás de ellos. El ingeniero de inmediato puso el tren a toda velocidad y lo llevó a un lugar seguro a través del puente sobre el río Crowsnest. A las 4:10 a. m., 30 millones de metros cúbicos de piedra caliza con una masa de 110 millones de toneladas  se desprendió del pico de la Montaña de la Tortuga. La sección que se rompió tenía 1.000 metros de ancho, 425 metros de alto y 150 metros de profundidad. Los testigos del desastre afirmaron que el deslizamiento tardó unos 100 segundos en llegar a las colinas opuestas, lo que indica que la masa de roca viajó a una velocidad de unos 112 kilómetros por hora. El sonido se escuchó tan lejos como en Cochrane, a más de 200 km al norte de Frank.
Los informes iniciales sobre el desastre indicaron que el pueblo de Frank había sido "casi eliminado" por el colapso de la montaña. Se pensaba que el desprendimiento de rocas había sido provocado por un terremoto, una erupción volcánica o una explosión dentro de la mina. La mayoría del pueblo sobrevivió, pero el deslizamiento enterró edificios en las afueras orientales de Frank. Siete granjas fueron destruidas, al igual que varios negocios, el cementerio, un tramo de 2 kilómetros de carretera y vías férreas, y todos los edificios de la mina.
Aproximadamente 100 personas vivían en el camino de la destrucción, situado entre las vías del ferrocarril y el río. El número de muertos es incierto; las estimaciones oscilan entre 70 y 90. Es el deslizamiento de tierra más mortífero de la historia canadiense y fue el más grande hasta el deslizamiento de la Esperanza en 1965. Es posible que el número de víctimas fuese mayor, ya que hasta 50 transeúntes estaban acampados en la base de la montaña mientras buscaban trabajo. Algunos residentes creían que habían dejado Frank poco antes del deslizamiento, aunque no hay forma de estar seguros. La mayoría de las víctimas permanecen enterradas bajo las rocas; solo 12 cuerpos fueron recuperados inmediatamente después. Los esqueletos de otras seis víctimas fueron desenterrados en 1924 por cuadrillas que construyeron una nueva carretera a través del deslizamiento.
Los primeros informes de noticias afirmaban que entre 50 y 60 hombres estaban dentro de la montaña y habían sido enterrados sin esperanza de sobrevivir. En realidad, había 20 mineros trabajando en el turno de noche en el momento del desastre. Tres  estaban fuera de la mina y murieron por el deslizamiento. Los 17 restantes estaban bajo tierra. Descubrieron que la entrada estaba bloqueada y que el agua del río, que había sido represada por el deslizamiento, entraba por un túnel secundario. Intentaron sin éxito cavar un camino a través de la entrada bloqueada antes de que un minero sugiriera que sabía de una veta de carbón que llegaba a la superficie. Trabajando en un estrecho túnel en parejas y de tres en tres, cavaron a través del carbón durante horas a medida que el aire a su alrededor se volvía cada vez más tóxico. Solo tres hombres tenían aún suficiente energía para seguir cavando cuando llegaron a la superficie al final de la tarde. La abertura era demasiado peligrosa para escapar debido a la caída de rocas desde arriba. Animados por su éxito, los mineros cavaron un nuevo pozo bajo un afloramiento de roca que los protegía de los escombros que caían. Trece horas después de ser enterrados, los 17 hombres salieron de la montaña. 
Los mineros descubrieron que la hilera de cabañas que les servía de hogar había sido devastada y que algunas de sus familias habían muerto, aparentemente al azar. Uno encontró a su familia viva y a salvo en un hospital improvisado, pero otro descubrió al salir que su esposa y sus cuatro hijos habían muerto. Lillian Clark, de 15 años, que trabajaba en el turno de noche en la pensión del pueblo, había recibido permiso para pasar la noche fuera por primera vez, fue el único miembro de su familia que sobrevivió. Su padre estaba trabajando fuera de la mina cuando ocurrió el deslizamiento, mientras que su madre y seis hermanos fueron enterrados en su casa. Los 12 hombres que vivían en el campo de trabajo del ferrocarril resultaron muertos pero otros 128 que tenían previsto trasladarse al mismo lugar para trabajar el día antes de que ocurriese el deslizamiento se salvaron - el tren que se suponía que los llevaría allí desde Morrissey, Columbia Británica, no los recogió. El Spokane Flyer, un tren de pasajeros que se dirigía al oeste de Lethbridge, fue salvado por el guardafrenos del ferrocarril Sid Choquette, uno de los dos hombres que se apresuraron a cruzar el terreno lleno de rocas para advertir al tren que la vía había quedado enterrada bajo el deslizamiento.  A través de las rocas que caían y de una nube de polvo que impedía su visibilidad, Choquette corrió durante 2 kilómetros para advertir a la locomotora que se acercaba del peligro. La compañía del ferrocarril le entregó una carta de reconocimiento y un cheque de 25 dólares (aproximadamente 750 dólares en 2019) en reconocimiento de su heroísmo.  

### Consecuencias
Temprano el 30 de abril un tren especial de Fort Macleod llegó con policías y doctores. El primer ministro Frederick Haultain llegó al lugar del desastre el 1 de mayo, donde se reunió con los ingenieros que habían investigado la cima de la Montaña de la Tortuga. Aunque se habían formado nuevas fisuras en la cima, consideraron que el riesgo adicional para el pueblo era limitado; sin embargo, el ingeniero jefe del CPR consideró que Frank estaba en peligro inminente por otro deslizamiento. Pensando igual que este último, Haultain ordenó la evacuación del pueblo, y el Servicio Geológico de Canadá (GSC) envió a dos de sus mejores geólogos a investigar más a fondo. Informaron de que el deslizamiento había creado dos nuevos picos en la montaña y que el pico norte, que daba a la ciudad, no estaba en peligro inminente de colapso. Como resultado, la orden de evacuación se levantó el 10 de mayo y los ciudadanos de Frank regresaron. La Policía Montada del Noroeste, reforzada por agentes que llegaron de Cranbrook, Macleod y Calgary, mantuvo un estricto control de la ciudad y se aseguró de que no se produjeran casos de saqueo durante la evacuación.
La limpieza de la línea del Canadian Pacific Railway fue de suma importancia. Aproximadamente 2 km de la línea principal habían sido enterrados bajo el deslizamiento, junto con parte de una línea auxiliar. El CPR limpió y reconstruyó la línea en tres semanas. Con la intención de reabrir la mina, los trabajadores abrieron pasillos hacia las antiguas obras mineras antes del 30 de mayo. Para su asombro, descubrieron que el caballo Charlie, uno de los tres que trabajaban en la mina, había sobrevivido durante más de un mes bajo tierra. El caballo había subsistido comiendo la corteza de los soportes de madera y bebiendo de los charcos de agua. El caballo murió cuando sus rescatadores lo alimentaron en exceso con avena y brandy.
 

La población del pueblo no solo se recuperó sino que creció; el censo de 1906 de las Praderas Canadienses registró una población de 1.178 habitantes. Un nuevo estudio encargado por el gobierno del Dominio determinó que las grietas de la montaña seguían creciendo y que persistía el riesgo de otro deslizamiento. En consecuencia, las partes de Frank más cercanas a la montaña fueron desmanteladas o reubicadas en zonas más seguras. 

## Causas
Varios factores condujeron al deslizamiento de Frank. Un estudio realizado por la SGC inmediatamente después del deslizamiento concluyó que la causa principal era la inestable formación anticlinal de la montaña; una capa de piedra caliza descansaba sobre materiales más blandos que, después de años de erosión, daba lugar a un acantilado escarpado en la cima. Las grietas cubrían la cara oriental de la montaña mientras que las fisuras subterráneas permitían que el agua fluyera hacia el núcleo de la montaña. Los pueblos indígenas locales de la zona, los Pies Negros y Ktunaxa, tenían tradiciones orales que se referían a la cima como "la montaña que se mueve". Los mineros notaron que la montaña se había vuelto cada vez más inestable en los meses que precedieron al deslizamiento; sintieron pequeños temblores y el superintendente informó de un "apretón general" en la montaña a profundidades de entre 1.100 metros y 1.500 metros. Encontraron que el carbón se rompía de sus vetas; se dijo que prácticamente se había minado a sí misma.

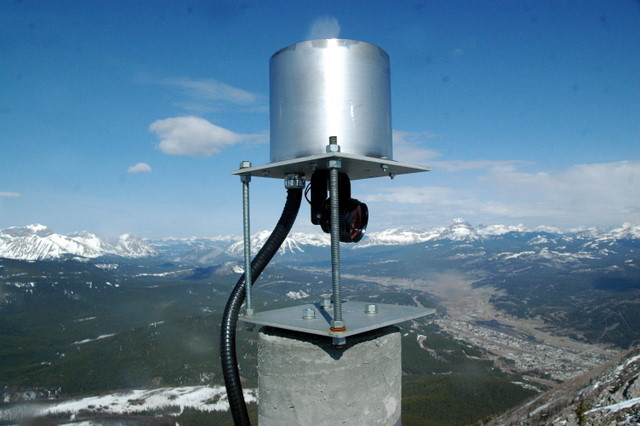
Equipo de vigilancia en la cima de la Montaña de la Tortuga

Un invierno inusualmente cálido, con días cálidos y noches frías, también fue un factor añadido. El agua de las fisuras de la montaña se congeló y descongeló repetidamente, debilitando aún más los soportes de la montaña. A las fuertes nevadas de marzo en la región siguió un cálido abril, causando que las nieves de la montaña se derritieran en las fisuras. Los geólogos del GSC concluyeron que las condiciones climáticas de esa noche probablemente desencadenaron el deslizamiento. La tripulación del tren de carga que llegó a Frank poco antes del desastre dijo que era la noche más fría del invierno, con temperaturas nocturnas por debajo de los -18 °C (0 °F). Los geólogos especularon que la ola de frío y la rápida congelación provocaron la expansión de las fisuras, haciendo que la piedra caliza se desprendiera y cayera por la montaña.
Aunque el GSC llegó a la conclusión de que las actividades mineras contribuyeron al deslizamiento, los propietarios de la instalación no estuvieron de acuerdo. Sus ingenieros afirmaron que la mina no tenía ninguna responsabilidad. Estudios posteriores sugirieron que la montaña  estaba en un punto de "equilibrio"; incluso una pequeña deformación como la causada por la existencia de la mina habría ayudado a desencadenar un deslizamiento. La mina se reabrió rápidamente, aunque la roca siguió cayendo por la montaña. La producción de carbón en Frank alcanzó su punto máximo en 1910 pero la mina se cerró permanentemente en 1917 después de que dejara de ser rentable.  
El deslizamiento creó dos nuevos picos en la montaña; el pico sur se eleva a 2200 m de   altura y el pico norte 2100 m. Los geólogos creen que es inevitable otro deslizamiento, aunque no inminente. El pico sur se considera que es el que tiene más probabilidades de caer; probablemente crearía un desprendimiento de aproximadamente una sexta parte del tamaño del desprendimiento de 1903. La montaña, monitoreada continuamente para detectar cambios en la estabilidad, ha sido estudiada en numerosas ocasiones. El Servicio Geológico de Alberta opera un sistema de monitoreo de última generación utilizado por investigadores de todo el mundo. Se han colocado más de 80 estaciones de monitoreo en la ladera de la montaña para proporcionar un sistema de alerta temprana para los residentes del área en caso de otro deslizamiento.
Los geólogos han debatido sobre qué causó que los escombros del deslizamiento viajasen la distancia que lo hicieron. La teoría del "colchón de aire", una de las primeras hipótesis, postulaba que una capa de aire quedó atrapada entre la masa de roca y la montaña, lo que provocó que la roca se moviera una distancia mayor de lo esperado. La " licuefacción de suelo " es otra teoría, que sugiere que grandes masas de material crean energía sísmica que reduce la fricción y hace que los escombros fluyan por la montaña como si fuera un fluido Los geólogos crearon el término " corrimiento de tierra " para describir el deslizamiento de Frank.

## Leyendas
Se generaron numerosas leyendas y conceptos erróneos a raíz del deslizamiento.  Se afirmó que toda la ciudad de Frank había sido enterrada, aunque gran parte de la ciudad en sí resultó ilesa. La creencia de que una sucursal del Union Bank of Canada había sido enterrada con hasta  500,000 dólares persistió durante muchos años. El banco, que no fue tocado por el deslizamiento, permaneció en el mismo lugar hasta que fue demolido en 1911, después de lo cual surgió la leyenda del tesoro enterrado.  Los equipos que construyeron una nueva carretera a través del paso en 1924 operaron bajo vigilancia policial, ya que se creía que podrían desenterrar el banco supuestamente enterrado.
Varias personas, contando historias asombrosas a quienes escuchaban, se hicieron pasar por el "único sobreviviente" en los años posteriores al deslizamiento. El cuento más común es el de una niña que se dice que fue la única sobreviviente del deslizamiento. Su nombre real se desconoce, a la niña se le dio el nombre de "Frankie Deslizamiento". Se contaron varias historias de su milagrosa huida: fue encontrada en un fardo de heno, tendida sobre rocas, bajo el techo derrumbado de su casa o en los brazos de su madre muerta. La leyenda se basó principalmente en la historia de Marion Leitch, quien fue arrojada desde su casa a un montón de heno cuando el deslizamiento envolvió su casa. Sus hermanas también sobrevivieron; fueron encontradas ilesas debajo de una viga del techo colapsada. Murieron sus padres y cuatro hermanos Influyendo en la historia estuvo la supervivencia de Gladys Ennis, de dos años, que fue encontrada fuera de su casa en el barro. La última sobreviviente del deslizamiento, murió en 1995. En total, 23 personas en el área del deslizamiento sobrevivieron, además de los 17 mineros que escaparon de los túneles de debajo de la montaña. Una balada de Ed McCurdy con la historia de Frankie Slide fue popular en algunas partes de Canadá en la década de 1950. El deslizamiento ha sido la base de otras canciones, incluyendo "How the Mountain Came Down" de Stompin 'Tom Connors, y más recientemente, "Frank, AB" de The Rural Alberta Advantage. El deslizamiento de Frank ha sido objeto de varios libros, tanto históricos como de ficción.

## Legado
Los espectadores curiosos acudieron en masa al lugar del deslizamiento el día del desastre. Ha seguido siendo un destino turístico popular, en parte debido a su proximidad a Crowsnest Highway ( Highway 3 ). La provincia construyó un desvío en la carretera en 1941 para adaptarse al tráfico. Los impulsores de la ciudad buscaron sin éxito que el sitio fuera designado como Sitio Histórico Nacional en 1958. Más tarde fue designado Sitio Histórico Provincial de Alberta. El gobierno provincial designó el área del deslizamiento como una zona de desarrollo restringido en 1976, lo que evita la alteración del sitio. En 1978, se erigió una placa conmemorativa. El Frank Slide Interpretive Center, a la vista de la montaña, se inauguró en 1985. Un museo y una parada turística documentan el deslizamiento de Frank y la historia de la minería del carbón de la región. El sitio recibe más de 100.000 visitas turísticas al año.
Aunque el pueblo de Frank se recuperó del deslizamiento y alcanzó una población máxima de 1,000 habitantes poco después, el cierre de la mina provocó una disminución de la población desde hace mucho tiempo. Frank dejó de ser una comunidad independiente en 1979 cuando se fusionó en el municipio de Crowsnest Pass junto con las comunidades vecinas de Blairmore, Coleman, Hillcrest y Bellevue. Frank es ahora el hogar de unos 200 residentes.